# 托皮卡 (印第安納州)
托皮卡（英語：Topeka）是一個位於美國印地安納州拉格蘭奇縣的城鎮。

## 人口
根據2010年美國人口普查的數據，托皮卡的面積為4.18平方千米，當中陸地面積為4.18平方千米，而水域面積為0.00平方千米。當地共有人口1153人，而人口密度為每平方千米276人。